# Edwin Samuel Montagu
Edwin Samuel Montagu (ur. 6 lutego 1879, zm. 15 listopada 1924), brytyjski polityk Partii Liberalnej, minister w rządach Herberta Henry’ego Asquitha i Davida Lloyda George’a.
Był drugim synem i siódmym dzieckiem Samuela Montagu, 1. baron Swaythling, i Ellen Cohen, córki Louisa Cohena. Wykształcenie odebrał w Clifton College, w City of London School, w University College w Londynie oraz w Trinity College na Uniwersytecie Cambridge.
W 1906 r. został wybrany do Izby Gmin jako reprezentant okręgu Chesterton. Od 1918 r. reprezentował okręg wyborczy Cambridgeshire. W 1910 r. został podsekretarzem stanu w Ministerstwie ds. Indii. W latach 1914–1915 był finansowym sekretarzem skarbu. W 1915 r. został członkiem gabinetu jako Kanclerz Księstwa Lancaster. Po sformowaniu rządu wojennego w maju 1915 r. Montagu powrócił na stanowisko finansowego sekretarza skarbu. W styczniu 1916 r. ponownie został Kanclerzem Księstwa Lancaster, a w czerwcu ministrem uzbrojenia.
Pomimo żydowskiego pochodzenia należał do grona przeciwników syjonizmu. Krytykował deklarację Balfoura z 1917 r.. W 1917 r. został ministrem ds. Indii i pozostał na tym stanowisku do 1922 r. W 1919 r. przewodniczył delegacji indyjskiej na Paryskiej Konferencji Pokojowej. Razem z wicekrólem Indii, lordem Chelmsfordem, przeprowadził wiele reform administracyjnych w kolonii, znanych jako reformy Montagu-Chelmsforda. Reformy te zostały zwieńczone uchwaleniem w 1919 r. Government of India Act. Reformy te miały na celu zwiększenie władzy organów samorządowych, co w dalszej przyszłości miało prowadzić do przyznania Indiom statusu dominium.
W 1915 r. poślubił Venetię Stanley, córkę 4. barona Stanley of Alderley. Miał z nią córkę, która urodziła się w 1923 r. Montagu zakończył karierę polityczną w 1922 r. Zmarł dwa lata później.